# Coliseo Miguel Grau
El coliseo Miguel Grau es un recinto techado multiusos que forma parte de la Villa Deportiva del Callao. Ubicado en la provincia constitucional del Callao, en la intersección de la avenida Óscar R. Benavides con la calle Alejandro Granda, en el distrito de Bellavista.

El recinto deportivo lleva el nombre del almirante Miguel Grau, recordado héroe peruano por luchar en la guerra del Pacífico. Construido por el Gobierno Regional del Callao para incentivar el deporte entre vecinos y para llevar a cabo eventos deportivos dentro de la provincia constitucional.

## Remodelación
En el marco de los Juegos Panamericanos de 2019, en las competencias de lucha grecorromana, lucha libre y boxeo. En el coliseo Miguel Grau del Callao, se desarrollaron trabajos orientados a ofrecer mayor accesibilidad a las personas con discapacidad. En tal sentido, se ha ejecutado el ensanchamiento de las escaleras de evacuación y los trabajos previos para la instalación de rampas de acceso a dicho recinto deportivo, además de la instalación de un ascensor para personas con discapacidad para el acceso al palco vip y a la sala de conferencias. De igual forma, se trabajó en la mejora de las tribunas para proceder a la instalación de butacas abatibles para 2400 espectadores.

Así mismo, en los Juegos Parapanamericanos de 2019, albergó la disciplina del golbol. Además, se incluyó un ascensor para personas con capacidades especiales. Los servicios higiénicos de espectadores se han reorganizado y remodelado para cumplir con las regulaciones peruanas del Reglamento Nacional de Edificaciones. En el nivel 3, se han remodelado 8 ambientes de prensa y 1 salón vip existentes, para convertirlos en 9 ambientes y 1 salón vip. Además, se agregaron un salón accesible vip y dos servicios higiénicos. De igual forma, se hizo la remodelación de los ambientes de apoyo: sala de control central y salas de control de eventos; sala de reuniones, almacenes, seguridad; primeros auxilios, habitaciones médicas, antidopaje. El cual es completamente accesible para las personas con capacidades especiales.
Este recinto forma parte de la sede Callao. La Infraestructura e implementación deportiva de calidad en las sedes de competencia categoría A es el mejor legado de Lima 2019 para el país.

En el marco de las celebraciones «a 100 días de los Juegos Lima 2019», la organización hizo entrega, el 17 de abril de 2019, 2 nuevos escenarios ubicados en la Villa Regional del Callao: el remodelado coliseo Miguel Grau y el Polideportivo del Callao.

## Eventos deportivos
El coliseo es la sede principal de la Federación Peruana de Basketball (FDPB) y la Federación Peruana de Voleibol (FPV). Tiene una capacidad para 2400 personas.
Fue sede en varias ocasiones para el Campeonato Sudamericano de Voleibol Femenino Sub-18. También de la Copa Final Four, Copa Unique, Copa Hyundai 2013, Copa Latina 2011, Copa Panamericana 2015 y el Campeonato Mundial de Voleibol Femenino Sub-18 de 2015. Se dieron actividades deportivas como los Juegos Panamericanos de 2019 y los Juegos Parapanamericanos de 2019.
También servirá para los Juegos Panamericanos de 2027 y los Juegos Parapanamericanos de 2027.